# Herbert Ilsanker
Herbert Ilsanker (* 24. Mai 1967 in Hallein) ist ein ehemaliger österreichischer Fußballtorhüter und aktuell Fußballtrainer.

## Karriere
Herbert Ilsanker begann seine Karriere als Torhüter beim Tennengauer Traditionsverein 1. Halleiner SK. Ab 1989 spielte er als Profi bei SV Austria Salzburg, bekleidete in den erfolgreichen Jahren der Salzburger jedoch hinter dem Stammtorwart Otto Konrad nur den Posten des Ersatztorhüters. Dass Ilsanker durchaus Talent zum Stammspieler hatte, zeigte er jedoch nach dem Flaschenwurf im Champions-League-Spiel der Salzburger Austria gegen den AC Milan, als er als Ersatz für Konrad zu einigen Einsätzen in der Champions League kam.
1998 wechselte Ilsanker zum 1. FSV Mainz 05 in die zweite deutsche Bundesliga.
Nach drei Jahren in Mainz, aber, bedingt durch schwere Knieverletzungen, nur fünf Spielen in der 2. Liga sowie einem im DFB-Pokal, beendete er im Jahr 2001 seine Karriere als Spieler.

### Trainertätigkeit seit 2005
Seit der Saison 2005/06 ist Ilsanker Torwarttrainer beim FC Red Bull Salzburg und damit der einzige Trainer, der seit der Übernahme durch Red Bull beim Verein ist.

### Privates
Ilsanker ist der Vater des Fußball-Nationalspielers Stefan Ilsanker (* 1989).

## Erfolge

### Als Spieler
- Österreichischer Meister: 1994, 1995, 1997 (Salzburg)
- Österreichischer Supercupsieger: 1994, 1995, 1997 (Salzburg)

### Als Torwarttrainer
- Österreichischer Meister 2007, 2009, 2010, 2012, 2014, 2015, 2016, 2017, 2018, 2019, 2020
- Österreichischer Cupsieger: 2012, 2014, 2015, 2016, 2017, 2019, 2020, 2021